# Кофейня (фильм, 1970)
«Кофейня» (нем. Das Kaffeehaus) — телефильм режиссёра Райнера Вернера Фасбиндера, вышедший на экраны в 1970 году. Телевизионная постановка создана на основе театральной адаптации одноимённой комедии Карло Гольдони, написанной режиссёром в 1969 году.

## История
Первая телевизионная экранизация пьесы для немецкоязычных стран была представлена зрителю в мае 1964 года Вторым германским телевидением (ZDF) в музыкальной постановке Германа Лейтнера по сценарию Лолы Лорм (нем. Lola Lorme) и Леонарда Штекеля. В постановке приняли участие актёры: Кристиан Вольф — Эухенио; Моника Пайч — Виттория; Герхард Хартиг — Ридольфо; Энн Саво — Лизаура; Ханс Кларин — Траппола; Ханс Путц — дон Марцио; Клаус Тинни — Леандро; и другие.
Премьера театральной адаптации пьесы, написанной Райнером Вернером Фасбиндером в концепции «Антитеатра», прошла в сентябре 1969 года в Бременском театре. В постановке участвовали актёры из Бременского ансамбля театра и мюнхенской группы «Антитеатра». Театральная постановка, созданная в соавторстве с Пеером Рабеном, легла в основу телефильма, записанного в феврале 1970 года в телестудии Westdeutscher Rundfunk (WDR) в Кёльне; первая трансляция телефильма состоялась 18 мая 1970 года на канале WDR 3, за которой последовали трансляции вещательных компаний земель Гессен (Hessischer Rundfunk) и Бавария (Bayerischer Rundfunk). Права на постановку были проданы в Италию, Польшу, Францию и США.
В преддверии 300-летия Карло Гольдони театральная адаптация пьесы Фасбиндера была представлена в постановке Фердинандо Бруни и Элио Де Капитани на 38-м Международном театральном фестивале (Biennale Teatro) в 2006 году, проходившем в рамках Венецианской биеннале; пьеса была показана на сцене Tese delle Vergini, расположенной в южной части комплекса Венецианского Арсенала.

## Особенности
Комедия Карло Гольдони на уходящей волне студенческих протестов 1960-х была переосмыслена Фасбиндером в едкую и меланхолическую социальную сатиру, где пороки общества дополняются педантичным расчётом в марках, фунтах стерлингов и долларах США, в которые персонажи пьесы экспромтом пересчитывают возникающие в разговорах суммы в цехинах и сольдо. Значительному пересмотру подверглась роль дона Марцио, ставшего больше фигурой импрессионистской драмы в стиле Артура Шницлера.

## Описание
Как и в комедии Гольдони, в постановке Фасбиндера сюжет разворачивается в течение суток во время прохождения карнавала в Венеции XVIII века, где на одной из небольших площадей соседствуют гостиница, казино и кофейня сеньора Ридольфо, в которой и происходят основные события пьесы. Из-за непосредственной близости с гостиницей и игорным домом, которым управляет немолодой и беспринципный делец Пандольфо, а также пагубного пристрастия городской знати к азартным играм, в кафе сеньора Ридольфо и его престарелого слуги Трапполы посетители с раннего утра. Помимо владельца игорного дома, среди клиентов кофейни — неаполитанский дворянин, интриган и сплетник дон Марцио; молодой купец, торгующий тканями, дворянин Эухенио и его благоверная жена Виттория; красавица и танцовщица Лизаура, в прошлом работавшая служанкой у дона Марцио; азартный игрок Фламинио из Турина, выдающий себя за графа Леандро; и переодетая в паломницу Плацида, прибывшая также из Турина в поисках своего возлюбленного, с которым она помолвлена.
Проиграв свое состояние в карты заезжему графу-самозванцу из Турина, молодому купцу Эухенио за невыплату по долгам грозит тюрьма или потеря чести своей жены, которую хочет заполучить владелец казино Пандольфо. Незавидное положение Эухенио неожиданно спасает слуга владельца кафе Траппола, который взамен берёт с него слово избавиться от пагубного пристрастия, из-за которого он в нём оказался, но тот не в силах его сдержать. Тем временем, ревнующий свою бывшую возлюбленную Лизауру к удачливому картежнику из Турина, алчный неаполитанец дон Марцио плетёт интриги и хочет от него избавиться, пытаясь уличить его в сговоре с владельцем казино Пандольфо, на которого безуспешно доносит в полицию, но позже решает ему помочь бежать от преследующей его жены, чему тоже случиться не суждено.
В пьесе, где помимо характерных пороков знатного общества той поры, не чуждого обмана и коварства, любовных страстей и интриг, часто приводящих к дуэли, главным из них становятся жадность и патологическое влечение к азартным играм — Лудомания, местом притяжения для которых стало казино — в XVIII столетии Венеция была единственным городом Европы, где были официально разрешены азартные игры.

## В ролях
- Маргит Карстенсен — Виттория
- Ингрид Кавен[нем.] — Плацида
- Ханна Шигулла — Лизаура
- Курт Рааб — Марцио
- Харри Бэр[нем.] (в титрах — Harry Bär) — Эухенио
- Ханс Хиршмюллер[нем.] — Траппола
- Гюнтер Кауфманн — Леандро
- Рудольф Вальдемар Брем[нем.] — Пандольфо
- Пеер Рабен[нем.] (в титрах — Wil Rabenbauer) — Ридольфо